# Andronik (postać biblijna)
Andronik (gr. Ἀνδρόνικος) – postać biblijna, święty prawosławny.
Paweł z Tarsu wspomina w Liście do Rzymian Andronika jako współtowarzysza więzienia (współbojownika, apostoła) i rodaka. Jedynym źródłem wiedzy o tej postaci jest wspomniany list apostoła (Rz 16,7 BT) i na tej podstawie egzegeci nie są w stanie określić sensu określenia „krewni”, roli, osobowości i dalszych losów Andronika.
Bollandyści określają go jako krewnego Junii (Juniasa), przytaczają też hagiografów, którzy pisali o mającym się odbyć w Efezie spotkaniu Andronika ze św. Janem, w wyniku namowy którego miał później zamieszkać w Smyrnie i być mężem Junii. „Synaksarium konstantynopolitańskie” przypisuje mu biskupstwo Panonii, zaś Pseudo-Doroteusz biskupstwo w Hiszpanii.
Menologia wymieniają go pod dniem 17 maja.    